# Рокстеди
Роксте́ди («rock steady», «rocksteady») — музыкальный стиль, существовавший на Ямайке и в Англии в 1960-е. Рокстеди выродился из ска и считается предшественником стиля регги. Основа стиля — карибские ритмы на 4/4, с повышенным вниманием к клавишным и гитарам.

## История стиля
Рокстеди появилась на Ямайке в конце первой волны ска. Рокстеди был более медленным и плавным, чем ска, бас-гитара акцентировала каждую долю, а гитара только чётные. Использовались барабаны новой формы, а роль духовых была уменьшена (вероятно, в связи с дороговизной инструментов). Есть легенда, что лето 1966 года выдалось слишком жарким, и посетители танцзалов не могли танцевать быстро, как этого требовало ска.
Другим главным отличием рокстеди от ска стали тексты. Они были несколько морализаторскими, воспевали нравственные ценности (любовь, дружбу, труд) на понятном простым людям (например, люмпенизированным кингстонским руд-боям) языке. Эта нравоучительность была унаследована регги.
Известными исполнителями рокстеди были Боб Марли, Деррик Морган, Филлис Диллон и другие. Одной из самых популярных песен была композиция «Rocksteady» Элтона Эллиса.
В конце 1960-х исполнители рокстеди стали посещать с гастрольными турами Англию, где, особенно в портовых городах, была сильна ямайская диаспора. Вскоре рокстеди стали слушать и белые рабочие. С возникновением субкультуры скинхедов ритмы рокстеди проникли в скинхед-регги.

## В культуре
По имени данного жанра назван персонаж мультсериала «Черепашки-ниндзя» Рокстеди, представляющий собой мутанта человека-носорога.